# Pristimantis rhodostichus
Pristimantis rhodostichus es una especie de anfibio anuro de la familia Craugastoridae.

## Distribución
Esta especie habita entre los 1 080 y 1 800 m de altitud:
en Ecuador en la Cordillera La Curintza en la provincia de Zamora-Chinchipe;
en Perú en la vertiente oriental de la Cordillera Central en las regiones de Amazonas y San Martín.

## Descripción
Los machos miden 19.3 mm.

## Publicación original
- Duellman & Pramuk, 1999 : Frogs of the genus Eleutherodactylus (Anura: Leptodactylidae) in the Andes of northern Peru. Scientific Papers Natural History Museum the University of Kansas, n.º 13, p. 1-78[5]